# Escuela Superior de Ingeniería Química e Industrias Extractivas
La Escuela Superior de Ingeniería Química e Industrias Extractivas (ESIQIE) es una institución pública mexicana de nivel superior perteneciente al Instituto Politécnico Nacional que fue fundada en 1948. La ESIQIE es una escuela especializada en la enseñanza de la Ingeniería en aplicaciones industriales para la Química, Metalurgia y Petrolera. La escuela se encuentra en la Unidad Profesional "Adolfo López Mateos" ocupando para aulas los edificios 6, 7 y 8, cinco edificios para laboratorios e Investigación, un edificio para biblioteca, hemeroteca, cinco estacionamientos, extensas áreas verdes, cafeterías y áreas deportivas.
Sus instalaciones abarcan poco más de 38,000 mil metros cuadrados construidos.

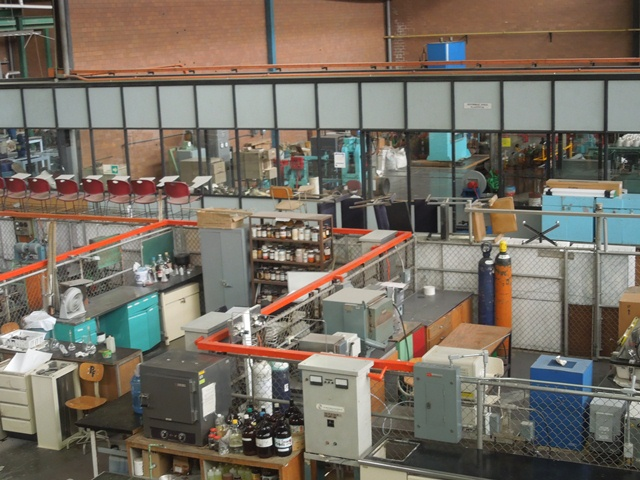
Laboratorios de Metalúrgicos

## Historia

### Antecedentes
En 1903, William H. Walker introdujo en los cursos que impartía en el Massachusetts Institute of Technology (MIT) el concepto de Operaciones Unitarias y junto a Arthur D. Little, lo utilizaron como base para estructurar la carrera de Ingeniería Química en 1915, dentro del mismo Instituto.
En 1915, Venustiano Carranza, presidente constitucional de México, autorizó al ingeniero Felix F. Palavicini, secretario de Instrucción Pública, a crear la Escuela Nacional de Química Industrial, dependiente de la Universidad Nacional; la cual se estableció ese mismo año en un edificio ubicado en las calles de Libertad y Cruces, en Tacuba. Tiempo después cambió de nombre por el de Escuela Nacional de Ciencias Químicas.
El ingeniero Estanislao Ramírez Ruíz, que impartía cátedra en esta escuela recién formada, y haciendo uso de las relaciones que mantenía con William H. Walker, inició los cursos de Física Industrial en 1922, antecedente de los de Operaciones Unitarias. El mismo ingeniero Ramírez influyó de manera decisiva en 1925 en la creación de la carrera de Ingeniería Química en la misma escuela. Los egresados de sus aulas fueron pocos, ya que la industria química existente cubría necesidades técnicas con ingenieros extranjeros, principalmente de la nacionalidad de los empresarios. Entre los más destacados egresados de esta escuela y que influyeron después en la ESIQIE cuando ésta fue formada, se cuenta a los ingenieros Alberto Urbina del Razo, Germán González Tapia, Fernando González Vargas, Constantino Álvarez Medina, Antonio Guerrero Torres, Manuel Labastida y el químico Humberto Estrada Ocampo.

### Nacimiento de la ESIQIE
En el Plan Sexenal que, como parte de su campaña, elaboró el partido que postuló al general Lázaro Cárdenas del Río, se plasmó su pensamiento, lo cual se cristalizó en 1936 con la creación del IPN, institución educativa del Estado mexicano, cuyo objetivo principal es el de consolidar, mediante la educación, la independencia económica, científica, tecnológica, cultural y política, para alcanzar el progreso de la nación. Esta acción se complementó en 1938 con la expropiación de la industria petrolera, creando en ese mismo año Petróleos Mexicanos (PEMEX), la empresa estatal que se encargaría de la planeación, operación y desarrollo de la industria derivada de la explotación de los hidrocarburos y de la comercialización de los productos obtenidos.
El 23 de noviembre de 1938 se reunieron en el gimnasio de Santo Tomás representantes de los sindicatos minero, petrolero, ferrocarrilero, electricista, de trabajadores técnicos de México, y de la educación, con representantes de autoridades, maestros y alumnos del recientemente formado Instituto Politécnico Nacional. En esta reunión se analizó la situación del país. ya que para consolidar las acciones tomadas se requería contar con los técnicos adecuados para desarrollar la industria petrolera recién nacionalizada, así como la minero-metalúrgica, con el fin de aprovechar racionalmente los recursos naturales de la nación.
Fue así como se planteó ante el licenciado Gonzalo Vázquez Vela, secretario de Educación Pública, la necesidad de formar nuevas carreras, entre las cuales destacaron por su importancia para la futura ESIQIE las de Ingeniería Química Petrolera e Ingeniería Metalúrgica, que junto con otras propuestas y las que ya se impartían en diversas escuelas del IPN constituirían la base técnica que lograra el sano crecimiento del país.
En 1939, el General Lázaro Cárdenas del Río expidió el decreto presidencial con que se autorizó la formación de las nuevas carreras, y en 1940, dentro de la Escuela Superior de Ingeniería y Arquitectura (ESIA), con la dirección del ingeniero Guillermo Terrés, se comenzaron a impartir los cursos correspondientes a Ingeniería Química Petrolera e Ingeniería Metalúrgica.
Durante los primeros años fueron pocos los que se inscribieron. En 1943 el director de la ESIA había decidido no aceptar a los alumnos de nuevo ingreso para las mismas, acción que estuvo a punto de llevarse a cabo, cuando al salir la primera generación de ingenieros químicos petroleros, Pemex les cerró las puertas. Se señaló, entre otros argumentos, que los egresados de la Escuela Nacional de Ciencias Químicas de la UNAM eran suficientes para cubrir las necesidades de la empresa estatal.
Quienes se opusieron a que continuaran las carreras de Ingeniería Química Petrolera e Ingeniería Metalúrgica que se impartían en la ESIA fueron no solamente personas ajenas al IPN, sino también del propio Instituto: la opinión de diversas autoridades coincidía en señalar que no era adecuado que en una escuela de ingenieros civiles y arquitectos se formaran ingenieros químicos y metalúrgicos, por lo que deberían desaparecer, o bien ser transferidas a la Escuela Nacional de Ciencias Biológicas (ENCB), que facilitaba sus laboratorios de Química Orgánica, Inorgánica y Analítica, para la enseñanza experimental de estas materias.
En estas circunstancias el Ingeniero Estanislao Ramírez Ruiz propuso en 1944 la creación de una nueva carrera, la de Ingeniería Química Industrial, en la que se formarían ingenieros con conocimientos para trabajar no solamente en la industria del petróleo, sino también en toda la industria química, por lo que tendría cuatro especialidades: Petróleo; Azúcar, Almidón y Alcohol; Microbiología Industrial; y Celulosa y Plásticos.
En 1945 se comenzó a impartir la nueva carrera,  la cual tuvo aceptación y preferencia por los estudiantes, consolidándose en dos años como una de las más solicitadas en la ESIA. Esta situación y la carencia de laboratorios y de instalaciones adecuadas en la escuela en que se ubicaban las carreras, hizo ver la conveniencia de que se formara una nueva escuela.
Como resultado de las gestiones realizadas por el director general del IPN, representantes de la Federación Nacional de Estudiantes Técnicos (FNET) y  egresados de las carreras de Ingeniería Química Petrolera e Ingeniería Metalúrgica, ante el licenciado Miguel Alemán Valdés, entonces presidente constitucional de la república, éste dio instrucciones al secretario de Educación Pública de realizar las acciones pertinentes para crear la nueva escuela el 18 de noviembre de 1947.
En cumplimiento de las disposiciones presidenciales, el licenciado Manuel Gual Vidal, secretario de Educación Pública y el ingeniero Gustavo Alvarado Pier, director del Instituto Politécnico Nacional, firmaron el 16 de febrero de 1948 el nombramiento de director "A" de la Escuela de Enseñanza Técnica Superior al ingeniero Abel Domínguez Ponce,  Ingeniero Metalúrgico, egresado de la carrera formada en 1940. Se le asignó la misión de organizar la escuela en donde se impartieran estas licenciaturas.
Con fecha 29 de marzo de 1948, el licenciado Manuel Gual Vidal, secretario de Educación Pública; conjuntamente con el ingeniero Gustavo Alvarado Pier, director general del IPN, le comunicaron por medio del oficio IPN/131/3746 al director de Administración del IPN, que el 16 de febrero de ese año le habían asignado nombramiento provisional al ingeniero Abel Domínguez Ponce de director "A" de Enseñanza Técnica Superior. Al día siguiente (30 de marzo), por medio de un oficio, le comunicaron al ingeniero Guillermo Chávez Pérez director de la Escuela Superior de Ingeniería y Arquitectura, el nombramiento del ingeniero Domínguez Ponce con objeto de organizar la Escuela Superior de Ingeniería Química e Industrias Extractivas, solicitándole presentara su colaboración para que llevara a cabo su encargo.
El 18 de mayo de 1948 se citó una asamblea a realizarse en uno de los salones de clases, a los maestros y estudiantes de las carreras de Ingeniería Metalúrgica, Ingeniería Química Petrolera e Ingeniería Química Industrial, en donde el director de la ESIA y los representantes del FNET informaron de manera oficial la creación de la Escuela Superior de Ingeniería e Industrias Extractivas, procediendo a presentar al ingeniero Abel Domínguez Ponce, egresado de la carrera de Ingeniería Metalúrgica de la propia ESIA, como el primer director. Cuatro días después se le extendió el nombramiento definitivo de director "A" de Escuela Técnica Superior, con un sueldo de $731.00 (setecientos treinta y un pesos) mensuales. 
El Ingeniero Domínguez Ponce integró el primer equipo de trabajo, entre los cuales se encontraban:
Manuel Valdés Bravo. que pasó de ser el secretario de la ESIA a ser secretario de la ESIQIE. Falleció en 1950, poco tiempo después de consolidada la Escuela.
Carlos Chávez Lara. Trabajador auxiliar administrativo, fue nombrado secretario al fallecer el señor Valdés y posteriormente cuando el Ingeniero Domínguez tuvo que ausentarse de la Dirección lo relevó temporalmente.
Salvador Díaz García. Fungió como prefecto hasta que falleció en 1974, durante 26 años permaneció en su puesto.
Guillermo Chávez Max. Jefe administrativo y encargado de la intendencia; apoyado por tres auxiliares; Juvencio Peñafiel, Everado Gómez (Che Everado) y Silvano García.  
María de la Luz Cabrera Silvano. Fungió de secretaria del Director hasta que se jubiló en 1973.  
Alicia Liona. Que tuvo el manejo de la administración escolar que se le asignó hasta su jubilación en 1972.
Las mencionadas personas, un grupo reducido, fueron quienes iniciaron la labor de apoyo al director  en sus inicios, hasta 1950, año en que comenzó a crecer a mayor ritmo la escuela.
De esta manera quedó formada la Escuela Superior de Ingeniería Química e Industrias Extractivas, para capacitar a los técnicos destinados a planear, diseñar, construir, operar y mantener plantas químicas y metalúrgicas, que tuvieran como finalidad extraer y procesar los recursos del país. Especialistas que tuvieran los conocimientos necesarios para investigar y desarrollar tecnología para poder transmitir las enseñanzas adquiridas y mejoradas a generaciones posteriores.
En reconocimiento a la fecha en que se dio a conocer la formación de la escuela, se celebra su Aniversario de creación el 18 de mayo.

## Infraestructura
En 1940, fecha en que se comenzaron a impartir las carreras de Ingeniería Metalúrgica e Ingeniería Química Petrolera, se utilizaron las aulas e instalaciones de la ESIA, ya que a esta escuela se le asignó la tarea de formarlas; para tal fin se destinaron dos salones para los cursos teóricos. Para los cursos experimentales, la Escuela Nacional de Ciencias Biológicas (ENCB) proporcionó los laboratorios para análisis químicos cualitativos y cuantitativos, así como para química inorgánica y orgánica. el Ingeniero David Contreras Castro, quien trabajaba en la Comisión de Fomento Minero, consiguió que se utilizaran sus instalaciones para los cursos experimentales de la carrera de Ingeniería Metalúrgica; en donde varios Ingenieros que ahí trabajaban tomaron con empeño la enseñanza de los estudiantes, logrando así que quienes cursaban esta carrera obtuvieran una preparación sólida y efectiva desde los primeros años, aunque pasaban más tiempos en esos laboratorios que en la escuela.
El Ingeniero Miguel Aldana Uría, no corrió con igual suerte con respecto a los cursos experimentales de la carrera de Ingeniería Química Petrolera, pues a pesar de que trabajaba en PEMEX y puso mucho empeño para que éstos se realizaran en la refinería de Azcapotzalco, había cierta aversión contra la carrera y los cursos prácticos no fueron regulares como sucedía con la carrera de Ingeniería Metalúrgica.
En 1945, cuando se inició la carrera de Ingeniería Química Industrial, se adaptaron dentro de la ESIA, dos laboratorios en los que se impartieron las prácticas de química inorgánica, química analítica, fisicoquímica y mediciones industriales. En tanto en la ENCB continuó prestando laboratorios para los cursos experimentales de química orgánica.
Poco tiempo después de crearse la ESIQIE en 1948, se les encargó a los Ingenieros Arquitectos Manuel Monterrubio y Luis Mossomena, profesores de la ESIA, el diseño de un edificio destinado a esta nueva escuela, el cual se construyó en las instalaciones de Santo Tomás, al lado sur del cuadrilátero, habiéndose concluido en 1949. Este edificio, siguiendo el estilo de otras instalaciones que ahí había, estaba formado de una construcción rectangular constituida por dos pisos, cada uno de los cuales tenía un pasillo central y a los lados de éste se encontraban oficinas, aulas, laboratorios y un pequeño auditorio para 50 personas. Se contaba con cuatro laboratorios con los cuales se satisfacían las necesidades de los cursos prácticos, tales como Química Analítica, Química Inorgánica, Física, Fisicoquímica, incluyendo los de Química Orgánica, por lo que la escuela se independizó de la ENCB. Sin embargo, no se contaba con instalaciones para los cursos experimentales de la carrera de Ingeniería Metalúrgica, por lo específico que se requería y su costosa adquisición, de modo que los estudiantes siguieron asistiendo a la Comisión de Fomento Minero, en donde, por causa del trabajo que ahí se desarrolla, en muchas ocasiones se destinaban para la enseñanza los horarios después de las 20 horas.
Los alumnos de la carrera de Ingeniería Química Petrolera continuaron asistiendo a realizar los cursos experimentales a la refinería 18 de Marzo de Pemex; y como solo asistían uno o dos alumnos, los Ingenieros encargados de impartirles los cursos, los tomaban como sus ayudantes y éstos asimilaban los conocimientos y la práctica de manera directa.
El nuevo edificio de la ESIQIE no contaba con las instalaciones para los cursos prácticos de Operaciones Unitarias, pero los estudiantes de la carrera de Ingeniería Química Industrial, asesorados por sus maestros, diseñaron equipos para flujo de calor, evaporación, destilación, secado, filtración, flujo de fluidos, absorción y otros, los cuales construyeron con materiales adquiridos por ellos mismos (no siempre con buenos resultados). Sumado a lo anterior, a partir de 1951, los egresados de la escuela que ya trabajaban en el sector industrial y fueron invitados a impartir clases, consiguieron donaciones de bombas, tanques, conexiones, tuberías y diversos materiales con lo que se pudo adecuar de manera rudimentaria, el primer laboratorio de Operaciones Unitarias, mismo que operó durante varios años.
Los Ingenieros de la ESIQIE, fueron venciendo obstáculos iniciales y comenzaron a ser solicitados en número creciente por la industria, influyendo en ello su buena preparación, su iniciativa y la disposición para realizar el trabajo en cualquier parte de la República; lo cual originó que se incrementara la inscripción. Así el edificio que se construyó, en poco tiempo fue insuficiente, máxime que desde 1950 lo compartían con la Vocacional 5, formada específicamente para preparar a los estudiantes que pretendían ingresar a la Escuela Superior de Ingeniería Química e Industrias Extractivas.
En respuesta a las necesidades crecientes, en 1956 se inició la construcción de una nueva escuela, que estaría conformada por tres edificios; el proyecto fue elaborado por los Ingenieros Arquitectos Jorge Navarro, Manuel Teja y Juan Becerra, asesorados por el Ingeniero Químico José Luis Soto Mora de la ESIQIE. Estos edificios formaban parte del proyecto entonces denominado "Ciudad Politécnica", ubicada en la zona aledaña al Casco de Santo Tomás. Cuando estaba por concluir la construcción, el sismo que asoló al Distrito Federal en 1957 destruyó irreparablemente las construcciones que estaban a punto de finalizar.
En 1961, siendo director general del IPN el Ingeniero Eugenio Méndez Docurro y Director de la ESIQIE el Ingeniero Héctor Toledo Córdova, la escuela se trasladó a la Unidad Profesional construida en Zacatenco por el Ingeniero Arquitecto Reinaldo Pérez Rayón durante la dirección del Ingeniero Alejo Peralta. A la ESIQIE se le asignó el edificio número 3.
Al mudarse a Zacatenco la ESIQIE dispuso de 29 aulas para los cursos teóricos y 20 laboratorios ligeros para los cursos prácticos de Química Orgánica e Inorgánica; Análisis Químico Cualitativo y Cuantitativo; Física y Mediciones Industriales; Electroquímica y Fisicoquímica. En el tercer piso del mismo edificio, con equipos traídos de Santo Tomás y otros diseñados y construidos por profesores de la escuela, se adaptó el laboratorio de Operaciones Unitarias, en donde se pudieron efectuar e incrementar las prácticas de ésta materia.
En 1966 se inició la construcción de los laboratorios pesados de Operaciones Unitarias, proyecto realizado por varios maestros de la ESIQIE, coordinados por el Ingeniero José Luis Soto Mora, quienes también diseñaron y construyeron muchos de los equipos como las columnas de destilación e intercambiadores, entre otros. La instalación la coordinó el Ingeniero Raúl Pérez Montaño, participando varios maestros y estudiantes. Los recursos para realizar este trascendental proyecto fueron proporcionados por la SEP, por medio de un crédito francés, por lo que los equipos que no se construyeron en la ESIQIE se compraron en Francia. Este laboratorio inició su operación en 1968 y fue el más complejo y funcional de México durante mucho tiempo y uno de los mejores de América Latina.
En 1969 se inició la construcción de los laboratorios para Ingeniería Metalúrgica, el proyecto lo realizaron maestros de esta carrera. Para la adquisición del equipo se utilizó un crédito europeo, con recursos de varios países, principalmente de Inglaterra, a donde viajó en comisión el Ingeniero Héctor Guerrero Murillo, Ingeniero Metalúrgico egresado de la ESIQIE, para realizar la selección de los más adecuados. En 1972 comenzaron a operar estos laboratorios, lo cual permitió que la carrera de Ingeniería Metalúrgica durante 1974 se integrara plenamente a la Escuela Superior de Ingeniería Química e Industria Extractivas.
Es justo reconocer el importante apoyo que brindó durante 34 años la Comisión de Fomento Minero a la ESIQIE, para que se impartieran en sus instalaciones los cursos experimentales de la carrera de Ingeniería Metalúrgica, sin lo cual, difícilmente se hubiera podido desarrollar de la manera en que lo hizo.
En 1973 se construyó el edificio 12 y parte de él se destinó a la ESIQIE, que lo utilizó para los cursos de ciencias básicas.
En 1986, para integrar a las escuelas de la Unidad Profesional de Zacatenco en áreas cercanas, se efectuó una redistribución de instalaciones. Bajo este criterio se le asignó a la ESIQIE el edificio 8 a cambio del 3, el cual pasó a la Escuela Superior de Ingeniería Mecánica y Eléctrica (ESIME). También le se asignó el edificio 7 y con el mismo objeto, se le entregó a la ESIQIE el edificio 9 a cambio de la parte del 12 que ocupaba.
En 1990, con objeto de desalojar a las familias que habitaban desde 1968 en el tercer piso del edificio 6, perteneciente a la Escuela Superior de Física y Matemáticas (ESFM), se le entregó a esta escuela el edificio número 9, a cambio del 6, que se asignó a la Escuela Superior de Ingeniería Química e Industria Extractivas.
En 1992, se terminó la construcción del Centro de Procesos Metalúrgicos e Ingeniería de Materiales (Cepromim); lo cual se realizó con apoyo de la Japan International Cooperation Agency (JICA), fue equipado con los avances tecnológicos más importantes de la época, permitiendo que se desarrollara investigación y se impartieran los cursos de posgrado del área metalúrgica, en niveles de Maestría y Doctorado.
En 1997, se concluyó el acondicionamiento de los nuevos laboratorios para investigación del área de Ingeniería Química, los cuales al terminarse de equipar han permitido realizar investigación y desarrollo en esta rama del conocimiento y facilitaron la creación del doctorado en Ingeniería Química.

### Actualidad
La ESIQIE cuenta con la siguiente infraestructura. En el edificio 6, se tienen 19 aulas para los cursos de Formación Básica que se imparten en los dos primeros semestres. En el edificio 7, se ubican la dirección de la escuela y las oficinas generales, así como 28 aulas para los cursos de la carrera de Ingeniería Química Industrial. En el edificio 8, se localizan las carreras de Ingeniería Química Petrolera e Ingeniería en Metalurgia y Materiales, contando la primera con nueve aulas y la segunda con diez, en este mismo edificio, se ubican las oficinas de posgrado y cinco salones de clase para Maestrías y Doctorados. En el Cepromim se encuentran 20 laboratorios de investigación que se utilizan para los cursos de la Maestría en Ingeniería Metalúrgica y el doctorado en Metalurgia y Materiales así como para la realización de proyectos de investigación.
En total dispone de 99 laboratorios, de los cuales 21 son para las ciencias básicas: Física, Química, Fisicoquímica y Química Analítica, 33 se utilizan en la investigación, incluyendo los del Cepromim, 21 se destinan a los cursos experimentales de la carrera de Ingeniería Química Industrial, 23 a los de la carrera de Ingeniería en Metalúrgica y Materiales, y el de Operaciones Unitarias, que tiene 54 equipos a escala piloto que se usan para la enseñanza y la investigación.
La escuela tiene una biblioteca ubicada al oriente del edificio 8, que cuenta con 26 mil 585 volúmenes de los cuales 5 519 corresponden a títulos diferentes.

## Licenciatura
Ofrece tres opciones a nivel Licenciatura, (planes actualizados en 2010), Certificadas por el Consejo de Acreditación de la Enseñanza de la Ingeniería A.C. (CACEI), hasta 2021:
- Ingeniería Química Industrial.
- Ingeniería en Metalurgia y Materiales.
- Ingeniería Química Petrolera.

## Posgrado
De igual manera, ofrece estudios a nivel posgrado que forman parte del Padrón Nacional de Posgrados del Consejo Nacional de Ciencia y Tecnología de México, (CONACYT):
- Maestría en Ciencias en Ingeniería Química.
- Maestría en Ciencias en Metalurgia y Materiales.
- Doctorado en Ciencias en Ingeniería Química.
- Doctorado en Ciencias en Metalurgia y Materiales.
- Doctorado en Nanociencias y Micro-Nanotecnologías.

Sus laboratorios de Operaciones Unitarias son los más reconocidos en América latina ya que incluyen múltiples plantas en pequeña escala con operaciones reales.

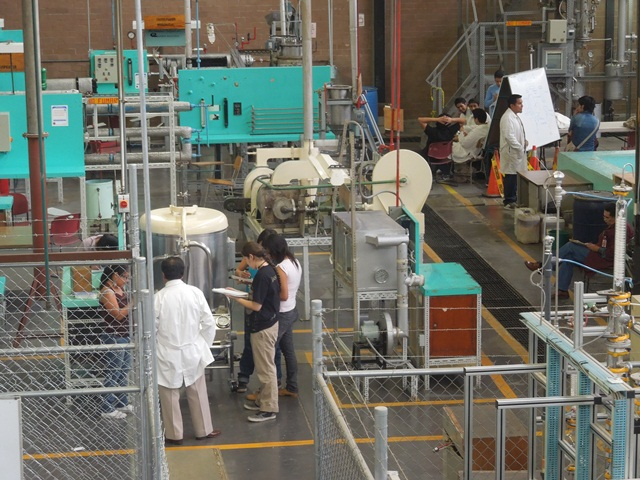
Laboratorios de Operaciones Unitarias

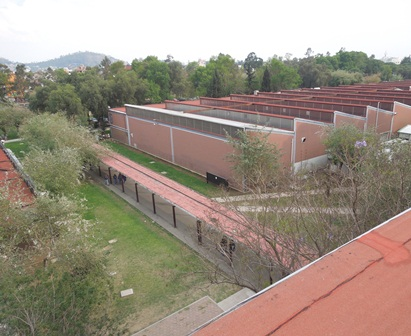
Nave Industrial de Laboratorios Pesados

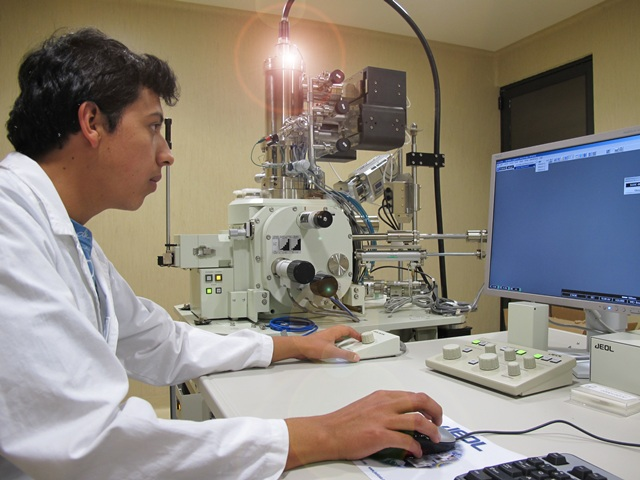
Microscopio electrónico

El premio más importante que otorga el IPN, llamado Presea Lázaro Cárdenas, a nivel licenciatura del área de Físico Matemáticas y que es entregado desde 1980 de manera anual por el presidente de México, ha sido ganado por sus alumnos en siete ocasiones, 1980, 1981, 1984, 2003, 2005, 2009 y 2010.).

## Actividades Extracurriculares
Ofrece a su comunidad como actividades extracurriculares:
Un Centro de Lenguas Extranjeras;
Actividades Deportivas que incluyen atletismo, clavados y natación en alberca semiolímpica, basquetbol, voleibol, futbol soccer que incluye futbol rápido y de salón, béisbol y futbol americano y
Actividades Culturales como teatro, canto, baile regional y de salón, pintura y dibujo, declamación, coro, rondalla, danzas polinesias y oratoria.
Águilas Blancas, el equipo de fútbol americano más importante en el Instituto Politécnico Nacional nació como representativo de las escuelas ESIQIE y ESCA.